# دومينيك رومان
دومينيك رومان (بالفرنسية: Dominique Roman)‏ هو مصور فرنسي، ولد في 18 أبريل 1824 في آرل في فرنسا، وتوفي بنفس المكان في 4 يناير 1911.